# Хюмашах-султан (жена Ибрагима I)
Хюмаша́х-султа́н (тур. Hümaşah Sultan), также известная как Телли́-хасеки́ (тур. Telli Haseki, ум. после 1671, Стамбул, Османская империя) — любимая наложница и законная жена османского султана Ибрагима I, мать шехзаде Орхана, хасеки-султан.

## Имя
В гареме наложница получила имя Хюмашах. Турецкий историк Недждет Сакаоглу указывает, что после свадьбы с султаном Хюмашах называли в гареме «Хасеки-султан» и «Телли-хасеки». Прозвище «Телли́» в отношении Хюмашах также указывают в своих работах османский историк Мехмед Сюрейя-бей и Чагатай Улучай.

## Биография
О происхождении Хюмашах никаких данных нет. Примерно в 1647 году она рабыней попала в гарем султана Ибрагима I и стала его седьмой или восьмой хасеки. Благодаря своим красоте, обаянию и остроумию Хюмашах удалось быстро увлечь султана настолько, что он пожелал заключить с ней официальный брак. Историк Энтони Алдерсон указывает датой заключения брака тот же 1647 год.
Сакаоглу цитирует слова османского историка Наимы: «в отсутствие такой династической традиции Ибрагим пожелал заключить брак с Хюмашах по велению Священного Корана и сунны пророка [sic] и сделал то, что сделал его предок Сулейман I с Хюррем — освободил Хюмашах». Поскольку Хюмашах получила статус свободной женщины и находиться в гареме до свадьбы не могла, Ибрагим переселил её в давно пустовавший дворец Ибрагим-паши на Ипподроме, который должен был быть отремонтирован и обустроен по этому случаю. Однако в казначействе не нашлось на это достаточно средств, и обустройство так и не было завершено: из всего дворца жилой оказалась только одна комната, из окна которой, тем не менее, открывался вид на Ипподромную площадь. Кроме того, Ибрагим I пожелал устроить пышные торжества, для чего приказал собрать с торговцев дань в виде вина, тканей и предметов роскоши, что было воспринято жителями Стамбула как грабёж. Недждет Сакаоглу полагает, что расточительная свадьба с Хюмашах в условиях пустой казны стала началом конца правления Ибрагима I.
Свадебные торжества прошли в саду Давуда-паши в Стамбуле. Представителем Хюмашах на церемонии никяха по разным данным стал глава чёрных евнухов или же глава белых евнухов, представителем Ибрагима I — великий визирь Салих-паша. В качестве махра Хюмашах получила от супруга «Египетскую казну» — годовой доход, который Египетский эялет выплачивал в османскую казну. Богатые дары были преподнесены и гостями свадьбы: визирями, янычарами, улемами и уважаемыми семьями Стамбула. Дорогу перед носилками Хюмашах традиционно осыпали драгоценностями. Своё прозвище «Телли» Хюмашах получила благодаря многочисленным золотым и серебряным нитям — «телли», которые украшали волосы и платье невесты. После свадьбы Хюмашах вернулась в султанский дворец, где для неё подготовили роскошные покои, которые по её приказу были выстланы соболиными мехами. Поскольку во дворце не оказалось достаточно мехов, Ибрагим приказал изъять нужное количество у торговцев. Этот жест ещё больше настроил жителей столицы против султана.
Хюмашах стала последней фавориткой Ибрагима I: весь последний год правления султан не обращал внимания на других женщин, проводя время только с Телли-хасеки. Сама Хюмашах ревновала супруга к другим женщинам гарема и запугивала их так, что справиться с ней не смогла даже мать Ибрагима Кёсем-султан. Кёсем, попытавшаяся избавиться от обретавшей всё больше власти невестки, выслав её из дворца, оказалась в немилости у сына и сама была вынуждена покинуть дворец. Ибрагим же осыпал Хюмашах дарами и исполнял любые её капризы. В услужении у Телли-хасеки оказались сёстры султана, которые должны были накрывать на стол, и племянница Ибрагима Кая-султан, дочь султана Мурада IV, в обязанности которой входило омывание рук хасеки. И Кая, и сёстры Ибрагима I Айше, Ханзаде и Фатьма были против брака султана и Хюмашах, за что лишились имущества, которое перешло во владение хасеки. Кроме того, за последующий отказ служить хасеки сёстры и племянница султана были высланы во дворец в Эдирне.
Вскоре после свадьбы Телли-хасеки забеременела и в 1648 году родила сына Орхана, к которому у безумного султана Ибрагима I развилась чрезмерная привязанность. Вскоре после рождения Орхана Ибрагим был свергнут и убит, а Хюмашах, лишённая роскошной жизни, оказалась в старом дворце. При этом Чагатай Улучай пишет, что Орхан родился лишь спустя шесть месяцев после свержения и смерти Ибрагима I. Орхан умер в 1650 году в возрасте полутора лет. Точная дата смерти и место погребения Хюмашах неизвестны, однако Недждет Сакаоглу указывает, что скончалась она после 1671 года, отмечая, что Чагатай Улучай писал, что погребение Телли-хасеки было оплачено из дворцовой казны в 1672 году.

## В культуре
В 1932 году был опубликован роман Искендера Фахреттина «Телли-хасеки», рассказывающий историю жизни в гареме Хюмашах. Кроме того, Хюмашах появляется в романе Ахмета Рефика «Женский султанат и эпоха Сарнура», а также турецком историко-драматическом телесериале «Великолепный век. Империя Кёсем», где роль Хюмашах исполнила Мюге Боз.